# Enugu Rangers
Enugu Rangers International Football Club cunoscut și sub numele de Enugu Rangers, este o echipă de fotbal a asociației profesioniste din Nigeria. Ei au sediul în Enugu și își joacă jocurile de acasă pe stadionul Nnamdi Azikiwe. Enugu Rangers este unul dintre cele mai vechi trei cluburi din Nigeria de la formarea lor în 1970, celelalte două fiind Bendel Insurance și Enyimba Internațional.
Este singura echipă nigeriană care nu a retrogradat niciodată din prima ligă a fotbalului nigerian.

## Rivalități
Enyimba și Rangers concurează în „derbyul oriental”.

## Referință
1. ↑  „Nigeria: Această echipă Rangers va fi ca echipa anilor 70 – Okala”. allafrica.com. 30 septembrie 2004.
2. ↑  Onye, Ndukuba lansează academia de fotbal
3. ↑  „Nigeria – Enugu Rangers International FC – Rezultate, program, echipă, statistici, fotografii, videoclipuri și știri – Soccerway”. Soccerway.com. Accesat în 15 noiembrie 2018.
4. 1 2  „Enugu Rangers: Călătoria către ignominie”. Espn.com. Accesat în 15 noiembrie 2018.
5. ↑  „NPFL: Rangers, Enyimba Clash In Oriental Derby; MFM Host Heartland – Complete Sports Nigeria”. Completesportnigeria.com. 10 martie 2018. Arhivat din original la 27 octombrie 2018. Accesat în 15 noiembrie 2018.